# Дворац Барона Јовановића у Сочици
Дворац Барона Јовановића се налази у месту Сочица, у општини Вршац. Подигнут је почетком 19. века, под заштитом је Републике Србије као споменик културе у категорији непокретних културних добара од великог значаја.

## О дворцу
Грађевина је класицистички компонована као приземна зграда правоугаоне основе. Главна фасада решена је симетрично, средишњег ризалита истакнутог атиком на чијем врху је украсна ваза, са наглашеним хоризонталним фугама. Дворишна фасада је скромније изведена, а може се претпоставити да је трем касније дограђен. Заштитне решетке од кованог гвожђа на прозорима су декоративне, док је примењени мотив гирланде орнамент приписиван класицизму.
Дворац је изградио барон Јовановић. Временом је мењао власнике, па је имање купио 1832. године Чико Селаш. Доктор Нестор Месаровић и његова деца су купили имање 1857. године, а потом посед је купио Бела Мајтењи. Данас се у дворцу налази месна администрација.

## Галерија
- Дворац барона Јовановића
- Дворац барона Јовановића
- Дворац барона Јовановића
- Дворац барона Јовановића
- Дворац барона Јовановића